# Den stora vita skaran där
Den stora vita skaran där, dansk originaltitel Den store hvide flok vi se, är en allhelgonapsalm av Hans Adolf Brorson. Texten publicerades i samlingen Svane-Sang, utgiven 1765. Psalmen översattes till svenska av Emanuel Linderholm 1909 och bearbetades 1920 efter Edvard Evers bearbetning 1917 till en psalm med titelraden "O, se den stora, vita här". Psalmen bearbetades ytterligare både 1936 och 1937 av okänd upphovsman till en psalm med titelraden "Den stora vita här vi se". Inför 1986 års psalmbok bearbetade Anders Frostenson psalmen 1983 och gav den titelraden "Den stora vita skaran där". Texten bygger på Uppenbarelseboken 7:9-17.
Edvard Grieg använde en norsk folkmelodi från Hitterdal (Heitradal eller Heddal) till sin sättning för manskör publicerad i Album for Mannsang, utgivet 1874 med opusnummer 30.
Johan Henrik Nebelong (1847-1931), var organist i St. Johannes Kirke i Köpenhamn och skrev en melodi till Brorsons text 1881.
Thomas Laub komponerade en ny melodi omkring 1908.
Enligt Koralbok för Nya psalmer, 1921 och Herren Lever 1977 kan texten också sjungas till en melodi tonsatt 1916 av Otto Olsson som används till psalmen Vår blick mot helga berget går (1921 nummer 523).

## Publicerad i
- Psalmebog for Kirke og Hjem, 1898 som nummer 624 under rubriken "Døden, Opstandelsen og det evige Liv."
- Svenska Missionsförbundets sångbok 1920 som nummer 752 under rubriken "Det eviga livet".
- Nya psalmer 1921 som nummer 671 under rubriken "De yttersta tingen: Uppståndelsen, domen och det eviga livet".
- Segertoner 1930 som nummer 85 under rubriken "Hemlandet".
- 1937 års psalmbok som nummer 145 under rubriken "Alla Helgons dag".
- Herren Lever 1977 som nummer 880 under rubriken "Framtid och hopp". Musik av Otto Olsson.[2]
- Den svenska psalmboken 1986 som nummer 170  under rubriken "Alla helgons dag".
- Finlandssvenska psalmboken 1986 som nummer 127 under rubriken "Alla helgons dag".
- Lova Herren 1988 som nummer 209 under rubriken "Alla helgons dag".